# スター・ウォーズ/スカイウォーカーの夜明け
『スター・ウォーズ／スカイウォーカーの夜明け』（原題: Star Wars: The Rise Of Skywalker）は、2019年のアメリカのスペースオペラ映画。J・J・エイブラムスが監督・共同脚本・製作を務める。『最後のジェダイ』（2017年）に続く「スター・ウォーズ」続三部作（シークエル・トリロジー）の3作目であり、「スカイウォーカー・サーガ」の完結作である。

## 概要
通常の映画館やIMAXの他、4DXとMX4Dで上映され、MOVIX京都ではドルビーシネマでも上映される。本作はドルビービジョンとドルビーアトモスに対応しており、フォーマット上ではドルビーシネマで最適な視聴環境が実現される。IMAXの画角では制作されていない。
ディズニーの会長ボブ・アイガーはブルームバーグのインタビューで、本作の後も映画は複数企画されているものの製作を一時休止して、テレビ企画の方にフォーカスすると語り、ルーカスフィルムの社長キャスリーン・ケネディも『エンターテインメント・ウィークリー』の取材に対し、今後数年間は新作映画の公開をストップすると明かした。

## ストーリー
今は亡き銀河帝国の皇帝だったパルパティーンの言葉に従い、ファースト・オーダーの最高指導者となったカイロ・レンは火山の惑星ムスタファーのかつてダース・ベイダーの城があった跡地で古代の科学技術を駆使して作られたウェイファインダーと呼ばれるシスのナビゲーターを手に入れる。これは彼を星図に載ってない銀河系の未知領域の奥深くにある惑星エクセゴルへと導く物であった。
やがて黒い岩が一面に広がる惑星エクセゴルに辿り着いた彼は、古いシスの寺院で約30年前のエンドアの戦いで敗れクローンの体に自身の魂を宿して生き延びていたパルパティーンと出会う。パルパティーンの肉体は不完全で生命維持装置に繋がれており、裏でファースト・オーダーを操り、彼をダークサイドへと誘うための操り人形としてスノークを作り上げていたのである。パルパティーンは長い年月を掛けて極秘に建造を進めていた惑星を破壊できるアキシャル・スーパーレーザー砲を搭載したジストン級スター・デストロイヤーの大艦隊「ファイナル・オーダー」の存在を明かしスノークを殺したカイロ・レンにレイを殺すように依頼、その際にはファイナル・オーダーの指揮権を与えると言うのだった。
その頃レイはレジスタンスの指導者であるレイア・オーガナ将軍の下でジェダイとしての修行に励んでいた。フィンとポー・ダメロンは、ファースト・オーダー内部のレジスタンス側スパイから受け取った「パルパティーンが生きている」という情報をレジスタンスに伝えた。レイはルーク・スカイウォーカーが残した古代の書物により、シスのウェイファインダーがあれば惑星エクセゴルに行くことができると知る。レイアは「惑星パサーナの協力者が手助けをしてくれるだろう」と打ち明け、レイ、フィン、ポー、チューバッカ、BB-8、C-3POの6人はミレニアム・ファルコンで出発した。
砂漠の惑星パサーナで一行はランド・カルリジアンに出会う。ランドはシスのウェイファインダーがありそうな場所を指摘した。カイロもフォースのつながりを通じてレイの居場所を突き止めレン騎士団とともにそこへ出向く。レイとその一行は殺人者オーチの残した彼の宇宙船とドロイド (D-O)、そしてシスの言葉で何かが書かれているダガーナイフを見つけた。ナイフに書かれた文章はウェイファインダーのありかで、C-3POには理解できたがシスの言語の翻訳はプログラムでブロックされていた。カイロがそばにいることを察したレイは彼と対決することにした。その間、ミレニアム・ファルコンとチューバッカ、シスのダガーナイフがファースト・オーダーの手に落ちた。レイはチューバッカを救おうとしたが、結果としてチューバッカが乗っていると思われるファースト・オーダーの輸送船をフォース・ライトニングで破壊してしまった。レイたちはその輸送船もろともチューバッカが亡くなったものと考えていたが、とにかくオーチの宇宙船で逃げ出した。
ポーはC-3POの記憶装置に残っているシスの言葉で書かれた文章を引き出すため、雪にまみれた惑星キジーミへ行くことを提案する。暗号を解読するためにC-3POの過去の記憶は全て消去されてしまったものの、シスのウェイファインダーのある場所の座標を引き出すことができた。これは惑星エンドアの衛星ケフ・ビァにあった。その後レイはチューバッカが生きていることを感じ、一行はチューバッカを助ける作戦を開始した。カイロが雪が降る町の中でレイを探している間に、一行は上空のファースト・オーダーのスター・デストロイヤーに侵入していた。侵入にはポーの古い知り合いの女性ゾーリ・ブリスが協力してくれた。レイはスター・デストロイヤーの内部でダガーナイフを発見し無事に取り戻したが、ダガーナイフに触れた途端、かつて両親がそのナイフで殺害されたビジョンを見てしまう。またレイは、カイロから「お前は皇帝の孫娘、名前はレイ・パルパティーンだ」という衝撃の事実を告げられる。過去にパルパティーンは、自分の傘下にあるシス・エターナルと呼ばれるカルト組織に入信している部下に命じてレイを連れ戻そうとしたが、レイの両親は娘を守るためレイを惑星ジャクーに隠したのだった。ポーとフィンとチューバッカはファースト・オーダーに捕まり処刑されかけているところをハックス将軍に助けられる。ハックス将軍は「自分こそがレジスタンスのスパイである」と明かす。ポーらのミレニアム・ファルコンでの脱出を見届けたのち、ハックス将軍自身はスパイとしてプライド忠誠将軍に処刑される。
レイらは惑星エンドアの「海の月」ケフ・バーに到着し、そこでフィンと同じくファースト・オーダーの元ストームトルーパーで、今はレジスタンスの同調者であるジャナと出会う。レイは海に横たわるデス・スターの残骸にウェイファインダーがあるとし、ジャナはその残骸へ渡る船を提供するという。カイロはレイらを追ってやはりケフ・ビァにやってきた。カイロはレイの見つけたウェイファインダーを壊し、パルパティーンに彼がとって代わる手助けをしてほしいと頼む。その時、レイアは死の床にあった。カイロはレイと闘い始めるが、レイアはフォースの力でカイロを呼んで息を引き取る。それに気を取られた隙にカイロはレイに刺された。レイアの死を知ったレイはフォースでカイロの傷を治し、自分はカイロの戦闘機TIEウィスパーを使って生前のルークと同じように惑星オク＝トーに身を潜めようとした。パルパティーンを殺しダークサイドに堕ちることを恐れるレイに対し、ルークの霊体はレイアのライトセーバーを託して自身のライトセーバーとレイアのライトセーバーの2つを携えてパルパティーンと戦うよう諭す。そしてルークは自身がオク＝トーへ乗って海底に隠したXウイング・「レッド5」を海底からフォースで引き上げて提供する。レイは大破したTIEウィスパーの残骸からウェイファインダーを発見しルークのレッド5に搭乗してエクセゴルに向かった。その頃レイに敗北したカイロは父親、ハン・ソロの幻影に説得され、結局自らのライトセーバーを海に投げ捨て、ベン・ソロとしての本当の自分を取り戻す。同じ頃、パルパティーンは惑星キジーミを示威行動としてプライド忠誠将軍が指揮するジストン級に破壊させた。
レジスタンスの基地ではR2-D2がC-3POの記憶を回復させており、レジスタンスはレイの残した座標をたどってエクセゴルへ向かっていた。そこではレイがパルパティーンと対決していた。カイロ・レンことベン・ソロがダークサイドから離反したことにより今度は彼女を乗っ取ろうと企み、シスの掟にのっとり自らを殺すようにけしかけた。上空ではレジスタンスとプライド忠誠将軍が指揮するファイナル・オーダーの大艦隊との激しい戦闘が繰り広げられていたが、数で勝るファイナル・オーダーに対しレジスタンスは劣勢だった。絶望的な状況の中、そこにランドが銀河中に呼び掛けて集めた人民の艦隊を引き連れて戻って来たことでレジスタンスは体勢を立て直し、ジストン級スター・デストロイヤーの弱点を突いて徐々にファイナル・オーダーを圧倒し始める。ベンもまたレイを助けるためにやってきて、レイからライトセーバーを受け取りレン騎士団の抵抗も排除した。レイとベンが類まれなるフォースの対であることを認識し、パルパティーンは彼らの力を吸い取り活力を取り戻した。より勢いが増したフォースライトニングでレジスタンスの艦隊を攻撃し、なおも抵抗を試みたベンを地の底へ叩き落した。レイもまた弱っていたが、過去のジェダイたちの声を聴き、彼らはレイに力を貸した。立ち上がったレイにパルパティーンはフォースの稲妻で攻撃をかけるが、レイはルークとレイアのスカイウォーカー兄妹のライトセーバーで攻撃を受け止め、ついにパルパティーンを倒すも、レイは力尽きてしまう。地の底から這いあがってきたベンは自分のフォースを使ってレイを蘇生する。レイはベンを認めると、抱きしめてキスをしたが、今度はベンがそのまま絶命し、レイアと同時にフォースと一つになって肉体を消滅させる。その後、銀河のあらゆる地でレジスタンスの艦隊はパルパティーンの艦隊を壊滅させた。
レジスタンス一行は、惑星エイジャン・クロスに集結し勝利を祝う。レイもレッド5でその惑星に行き、傷だらけながらフィンやポーたちとの再会を喜ぶ。
レジスタンスと勝利を喜んだ後、レイはBB-8と共に惑星タトゥイーンにある、ルーク・スカイウォーカーが育った場所であるラーズ夫妻の住居跡を訪れる。レイは自分のライトセーバーを持ち、レイアとルークのライトセーバーは住居跡の敷地に埋めた。通りがかりの老婆に名を聞かれた彼女は、ルークとレイアの霊体が見守る中、「レイ・スカイウォーカー」と名乗る。

## 登場人物とキャスト
※CGキャラで声優がある場合、日本語吹き替えの声優は括弧内に表記
レイ （演：デイジー・リドリー、声：永宝千晶）
本作の主人公。辺境の惑星ジャクー出身。屑鉄集めで生計を立て孤独に暮らしていたが、BB-8を助けたことやフィンとの出会いなどによってレジスタンスに参加してファースト・オーダーと戦うことになる。強力なフォースを持っており、ルーク・スカイウォーカーのもとでジェダイとして修業を積み、ルークが死んだ後もレイア・オーガナのもとでジェダイの修行を続けている。本作ではフォースで負傷を直す力を身に付けている。またパルパティーンの孫娘だったことが明らかにされた。パルパティーンと同様にフォース・ライトニングが扱え、作中では意図せず輸送船を撃沈する威力のフォース・ライトニングを放ってしまう。父母の仇であるパルパティーンを憎んでいたためダークサイドに落ちかけたが、自分を殺すよう迫るパルパティーンの誘惑を退けて打ち勝つ。パルパティーンが放ったフォース・ライトニングをルークとレイアのライトセーバーを使って受け止めて跳ね返してパルパティーンを倒した。ファミリーネームがなかったが、物語の最後に「レイ・スカイウォーカー」を名乗った。
カイロ・レン（演：アダム・ドライバー、声：津田健次郎）
レイア・オーガナとハン・ソロの息子。本名はベン・ソロ。ジェダイの騎士になることが期待されていたが、ファースト・オーダーの最高指導者スノークの誘惑により暗黒面に堕とされ、カイロ・レンを名乗るようになった。前作でスノークを殺害してファースト・オーダーの最高指導者に収まり、今作でもその立場で登場するが、レイとの邂逅と戦いを繰り返すうちに迷いはますます大きくなり、ついに良心を取り戻してレイとともにパルパティーンに立ち向かう。パルパティーンに弾き飛ばされて致命傷を負ったが、パルパティーンを倒したレイが力尽きると彼女にフォースを送って回復させた。彼女とキスを交わした後、息を引き取って消滅した。
フィン（演：ジョン・ボイエガ、声：杉村憲司）
元ファースト・オーダーのストーム・トルーパー。ポー・ダメロンの救出をきっかけにレジスタンスに参加した。ストームトルーパーなので名前はなかったがポーによってフィンと名付けられた。様々な危機を一緒に乗り越えたレイとは強い絆で結ばれている。本作でもレイやポーと冒険を共にするが、レイをめぐってポーと三角関係のようになっている。エクセゴルでのファイナル・オーダー（シス艦隊）との戦いではポーとともに将軍として参加し、敵艦隊の旗艦の撃破に貢献した。
ポー・ダメロン（演：オスカー・アイザック、声：小松史法）
レジスタンスの飛行大隊を率いるエース・パイロット。レジスタンスの指導者レイア・オーガナの信頼も厚い。BB-8の持ち主だった。レイやポーと冒険を共にし、レイをめぐってフィンと三角関係のようになっている。エクセゴルでのファイナル・オーダー（シス艦隊）との戦いでは死去したレイアの遺志を継いで彼女の代わりに将軍としてレジスタンスの指揮をとった。
レイア・オーガナ（演：キャリー・フィッシャー（アーカイブ出演）、声：高島雅羅）
レジスタンスを率いる女将軍。ルークの双子の妹であり、フォースを扱える。ルークの死後、代わってレイのジェダイの修行の師となった。本作中で体調を崩し、最後の力で息子のベンに呼びかける。
ルーク・スカイウォーカー（演：マーク・ハミル、声：島田敏）
ジェダイ・マスター。レイアの双子の兄でレイの師。前作で死亡したため、今作では霊体となってレイを諭しに現われる。
C-3PO （演：アンソニー・ダニエルズ、声：岩崎ひろし）
R2-D2とともに旧三部作・新三部作・続三部作を通して出演するドロイド。アナキン・スカイウォーカーが幼い頃に作ったプロトコル・ドロイド。様々な宇宙言語に精通するが、本作ではシス語の翻訳がプログラム上禁止されており、シス語で書かれた手掛かりの解読ができず、それを解くために惑星キジーミのドロイドスミスのバブ・フリックからバイパス手術を受けて読み上げた。その副作用で記憶を一時失ったが、性格はあまり変わらず、後にR2-D2の記憶コピーで記憶も復元された。
R2-D2（演：ハッサン・タージ・リー・タワージー）
C-3POとともに旧三部作・新三部作・続三部作を通して出演するアストロメク・ドロイド。記憶を失ったC-3POに記憶コピーして復元させた。エクセゴルの戦いではポーのXウィングに搭乗して出撃した。
BB-8（演：ブライアン・ヘーリング・デイブ・チャップマン）
ポー・ダメロンのXウィングのアストロメク・ドロイド。本作ではレイの修行中にBB-8が巻き込まれて木の下敷きになってしまい、レイとポーが口論になっていた。途中で仲間に加わるD-0とは相棒のような存在となった。
D-O（演：ロビン・ガイバー・リン・ロバートソン・ブルース、声：J・J・エイブラムス（藤高智大））
オーチが所有していたBB-8よりも小型サイズの一輪ドロイド。簡単な言語をしゃべる。BB-8の行くところにどこでもついていく相棒のような存在になる。
チューバッカ （演：ヨーナス・スオタモ）
ミレニアム・ファルコン号の副操縦士。ハン・ソロの相棒だった。相性はチューイ。本作では一時ファースト・オーダーにつかまる。レイは彼が乗せられたと思った輸送船をフォースで止めたが、力を入れすぎてフォース・ライトニングを放って輸送船を破壊してしまい、自分がチューイを殺したと思い悩んでいたが、彼が乗せられていたのは別の輸送船だったため無事だった。後にフィンやポーに救出される。エクセゴルの戦いにはランドとともにミレニアム・ファルコンに乗って参戦。
ランド・カルリジアン（演：ビリー・ディー・ウィリアムズ、声：若本規夫）
ハン・ソロの長年の悪友でミレニアム・ファルコン号の最初の所有者。賭けで負けてファルコン号はソロの物となる。旧三部作ではクラウド・シティの執政官をしていたが助けを求めにきたソロをやむなく帝国軍に引き渡し、それに後悔して反乱軍に参加、エンドアの戦いで反乱軍将軍としてデス・スター破壊の立役者となった。銀河内戦後ルーク・スカイウォーカーとともに砂漠の惑星パサーナでフォースの闇が増している原因を探っていたが答えは見つからず、そのままパサーナで暮らしていた。パサーナに来たレイたちと会いレジスタンスに協力。エクセゴルの戦いでは銀河系各地に応援を呼び掛けて人民の艦隊を引き連れて参戦し、戦いの流れを変えた。
ジャナ（演：ナオミ・アッキー、声：平野夏那子）
ファーストオーダー第77中隊所属のストームトルーパーだった黒人女性。彼女をはじめ同中隊メンバーは市民虐殺の命令を拒否してファーストオーダーを離脱し、惑星エンドアの海の月ケフ・バーで四足歩行の草食獣オーバクを飼いながら密かに暮らしていた。ケフ・バーにやってきたフィンやレイ、ポーらと出会う。元ストームトルーパー同士としてフィンと意気投合する。エクセゴルの戦いではフィンとともにシス艦隊の旗艦を撃破して活躍。幼い頃にファーストオーダーに誘拐されたランド・カルリジアンの娘であることを匂わせる様な描写がある。
ゾーリ・ブリス（演：ケリー・ラッセル、声：甲斐田裕子）
惑星キジーミの運び屋グループのリーダーを務める常時ヘルメットを着けた女性。ポーもかつてこのグループにおり、2人は息の合う間柄だったが、ポーがグループを去ったため今は複雑な関係になっている。C-3POのプログラミング解除のためにキジーミを訪れたポーと再会。一悶着あったが、ドロイドスミスのバブ・フリックのもとへポーたちを案内した。その後キジーミはファイナル・オーダーの攻撃で破壊されてしまったが、彼女は難を逃れ、BTA-NR2 Yウイング・スターファイターに搭乗して人民の艦隊とともにエクセゴルの戦いに駆けつけた。
バブ・フリック（声：シャーリー・ヘンダーソン）
惑星キジーミのドロイドスミス（ドロイドの改造や再プログラムを専門とする技師）。シス語の翻訳を禁じられているC-3POの再プログラムを行った。その後キジーミはファイナル・オーダーによって破壊されるが、バブは難を逃れ、ゾーリとともにエクセゴルの戦いに参加した。
ローズ・ティコ（演：ケリー・マリー・トラン、声：冠野智美）
レジスタンスの整備クルーの黄色人女性。前作に引き続いての登場だが前作ほど登場は多くない。フィンとは相変わらず仲がよさそうである。レイアの死後にはポーにレイアの遺志を継いでレジスタンスの将軍になることを求めた。エクセゴルの戦いでは地上部隊としてナビゲーションタワー破壊ならびにファイナルオーダー旗艦撃沈作戦に参戦し最後まで生き残った。
マズ・カナタ（演：クレア・ロイ・ハーベイ・リチャード・クームス・マット・デントン、声：ルピタ・ニョンゴ（杉本ゆう））
フォース感応能力を持つ小柄なエイリアンの女性。1000年以上生きている。今作ではレジスタンスのメンバーとしてレイアを補佐しており、レイアの死を見届けた。レジスタンスがエクセゴルの戦いから生還した後の祝賀シーンではチューバッカにメダルを贈っている。
ウェッジ・アンティリーズ（演：デニス・ローソン、声：津田英三）
旧三部作で反乱軍のエースパイロットとして活躍した。本作ではカメオ出演だが、エクセゴルの戦いに駆けつけたミレニアム・ファルコンの下部レーザー・キャノンの砲手として登場する。
シーヴ・パルパティーン（演：イアン・マクダーミド、声：青森伸 / 浦山迅（一部のみ））
かつて銀河帝国皇帝だったシスの暗黒卿。レイの祖父だと明かされ、ファースト・オーダーの最高指導者スノークは彼の操り人形に過ぎないとされた。銀河系の未知領域の惑星エクセゴルに身を隠しており、彼を崇拝するカルト教団「シス・エターナル」を率いている。ファイナル・オーダー（シス艦隊）を編成し、シスの帝国の復活を狙う。
プライド忠誠将軍（演：リチャード・E・グラント、声：金子由之）
ファースト・オーダーの幹部で初登場。銀河帝国時代からの古参であり、ハックスら他の将軍より地位が高い忠誠将軍（Allegiant General）という地位にある。パルパティーンに絶対の忠誠を誓っており、エクセゴルと組むことでスターキラー基地の損失を補えるとレンに進言した。レンがライトサイドに転向した後はシス艦隊の指揮を任されるも、エクセゴルの戦いでレジスタンスや人民の艦隊に敗れ、旗艦であるリサージェント級スター・デストロイヤー「ステッドファスト」を撃沈され、運命を共にした。
ハックス将軍（演：ドーナル・グリーソン、声：川本克彦）
ファースト・オーダーの幹部。前々作と前作に続いての出演だが、本作ではカイロ・レンへの服従に対する反発からレジスタンスに内通するスパイになっている。捕まったフィンとポーを逃がすのに協力したが、スパイだと見透かされていたプライド忠誠将軍に直後に処刑された。
クイン将軍（演：サイモン・ペイズリー・デイ）
ファースト・オーダーの将軍の一人。会議の席上、パルパティーン率いるエクセゴルと手を組むことに懐疑的な意見を述べるも、カイロ・レンの不興を買い天井まで叩きつけられる程の強力なフォース・チョークを食らって処刑された。
- テミン・“スナップ”・ウェクスリー少佐 - グレッグ・グランバーグ
- コニックス中尉 - ビリー・ラード（押川チカ）
- ボーモント・キン - ドミニク・モナハン（五十嵐明[42]）
- クラウド - ニック・ケリントン（英語版）
- ギャラン中尉 - マンディープ・ディヨン（英語版）
- ダーシー中佐 - アマンダ・ローレンス（英語版）（磯西真喜）
- パーナディ将軍 - ターニャ・ムーディー（英語版）
- グリス提督 - ジェフ・フランシス（英語版）
- カンディア将校 - アマンダ・ヘイル（英語版）
- トラク中佐 - アミール・エル・マスリー
- ブーリオ - エイダン・クック
- ブーリオ（声） - パトリック・ウィリアムズ[43]
- レン騎士団 - マーティン・ワイルド・アントン・シンプソン＝ティディ・ルカズ・レオン・トム・ロジャース・ジョー・ケナード・アシュリー・ベック
- ファースト・オーダー将校 - ブリオニー・ミラー・シリル・ヌリ（英語版）・アンジェラ・クリスチャン（英語版）・インドラ・オーヴ（英語版）・リチャード・ブレマー（英語版）・マイク・リチャード・ダーデン＝スミス（英語版）・アンドリュー・ヘイヴィル（英語版）・ナセル・メモリア・パトリック・ケネディ（英語版）
- レジスタンス将校 - アーロン・ニール・ジョー・ヒューエットソン・ラガッド・チャール・ミミ・ンディウェニ
- アフタブ・アクバー大佐 - トム・ウィルトン
- アフタブ・アクバー大佐（声） - クリス・テリオ
- ナンビ・ギマ - キラン・シャー（英語版）
- ナンビ・ギマ（声） - デブラ・ウィルソン
- パイロット・ヴァニク - ジョセフ・アルティン（英語版）
- パイロット・タイス - ヴィネット・ロビンソン
- ナイン・ナン - マイク・クィン（英語版）
- ナイン・ナン（声） - キプサン・ロティッチ（英語版）
- タトゥイーンの老人 - アニー・ファーバンク（英語版）
- エンゲル将軍 - ダイアナ・ケント（英語版）
- ウィケット・W・ウォリック（英語版） - ワーウィック・デイヴィス
- ポメット・ウォリック - ハリソン・デイヴィス
- スパイスの運び屋 - エリオット・ホークス
- オマ・トレス - ジョン・ウィリアムズ
- タバラ・ゾ - フィリシア・サンダース
- FN-2802 - ナイジェル・ゴッドリッチ
- FN-0878 - ダーニ・ハリスン
- FN-1226 - J.D. ディラード
- FN-0606 - デイブ・ハーン
- シス艦隊将校 - ロヘンダ・サンダル・ジェイコブ・フォーチュン＝ロイド
- ランダーのパイロット - アンドレア・ディアック
- ベストゥーンのオーチ - リアム・クック
- ドミネ・ライス - キャロリン・ヘネシー（英語版）
- シスの錬金術師 - リン・ロバートソン・ブルース
- カイ・スレナリ - ポール・ケイシー（英語版）
- カイ・スレナリ（声） - マシュー・ウッド（英語版）
- ダース・ベイダー - ジェームズ・アール・ジョーンズ（楠大典）
- スノーク - アンディ・サーキス（壤晴彦）
- 幼少期のレイ - ジョセフィーヌ・イレーラ・ジャクソン・ケイリー・フレミング
- レイの母 - ジョディ・カマー（加藤有生子）
- レイの父 - ビリー・ハウル （高瀬右光）

### 先人ジェダイの声
- アナキン・スカイウォーカー - ヘイデン・クリステンセン（浪川大輔[34][35][36][37]）
- ルミナーラ・アンドゥリ - オリヴィア・ダボ（田中晶子[34][35][36][37]）
- アソーカ・タノ - アシュリー・エクスタイン（伊藤静[34][35][36][37]）
- アイラ・セキュラ - ジェニファー・ヘイル（甲斐田裕子[34][35][36][37]）
- メイス・ウィンドゥ - サミュエル・L・ジャクソン（玄田哲章[34][35][36][37]）
- オビ＝ワン・ケノービ - ユアン・マクレガー & アレック・ギネス（森川智之[34][35][36][37]）
- ヨーダ - フランク・オズ（多田野曜平[34][35][36][37]）
- アディ・ガリア - アンジェリーク・ペラン（上田ゆう子[34][35][36][37]）
- ケイナン・ジャラス（英語版） - フレディ・プリンゼ・ジュニア（白熊寛嗣[34][35][36][37]）
- クワイ＝ガン・ジン - リーアム・ニーソン（津嘉山正種[34][35][36][37]）

### ノンクレジット
- ハン・ソロ - ハリソン・フォード（磯部勉）

## 製作
2014年6月、ライアン・ジョンソンはエピソード9の構想を練っていると発表した。2015年8月には、『ジュラシック・ワールド』などのコリン・トレヴォロウが監督に就任したと発表され、トレヴォロウとデレク・コノリーは脚本の製作に着手した。2016年2月に、ディズニーのCEOであるロバート・A・アイガーは本作のプリプロダクションが始まったことを認めた。
2016年12月27日にキャリー・フィッシャーが亡くなり、マスメディアは彼女がエピソード9のキーパーソンを演じる予定だったと報じたが、それから数週間後には、ルーカスフィルムが映画内で彼女の登場するシーンをデジタル合成する予定は無いと表明し、2017年4月には、キャスリーン・ケネディがフィッシャーの登場はないと認めた。2017年8月、ジャック・ソーンが脚本を書くことが発表された。
2017年9月、ルーカスフィルムはトレヴォロウが監督を降板したと発表し、1週間後にはJ・J・エイブラムスが監督に復帰すると発表した。エイブラムスは彼がCEOを務めるバッド・ロボット・プロダクションズの映画の製作に加えて、クリス・テリオと共同で脚本を担当し、ケネディやミッチェル・レジャンも加わる。トレヴォロウとコノリーの名は「原案」としてクレジットされる。
キャストはカイロ・レンにアダム・ドライバーが、レイにデイジー・リドリーが、フィンにジョン・ボイエガが、ポー・ダメロンにオスカー・アイザックが起用されることが確定した。主要撮影は2018年7月に開始される。ディズニーは元々『フォースの覚醒』や『最後のジェダイ』と同様12月に公開する予定であったが、ディズニーの購入に先立って公開されたスターウォーズより一般的な時期である2019年5月24日を選んだ。しかし、エイブラムスがトレヴォロウから監督を引き継いだ後、公開日は冬のホリデイシーズンに戻され、2019年12月20日に公開される予定となった。
2018年1月10日、本作の音楽をジョン・ウィリアムズが担当することが発表された。翌月、ウィリアムズは自身が音楽を製作するスターウォーズ作品は本作が最後になるだろうと発表したが、後にこれを撤回している。
2018年6月27日、『ザ・サン』はユアン・マクレガーがオビ＝ワン・ケノービ役で出演すると報じ、2018年7月6日にはケリー・ラッセルが出演交渉中であることが報道された。2018年7月9日、『ハリウッド・リポーター』はビリー・ディー・ウィリアムズがランド・カルリジアン役で出演すると報じた。2018年7月27日、新たなキャストが発表され、マーク・ハミルが続投するほか、ナオミ・アッキー、リチャード・E・グラント 、ケリー・ラッセルが新たにキャストに加わった。また、亡くなったキャリー・フィッシャーが『フォースの覚醒』の未使用映像を使用して出演することも発表された。これを受けてマーク・ハミルは自身のTwitterで、「彼女無しで最終章を迎えるのはほろ苦さがあります」と複雑な胸中を明かしつつ「彼女は代わりがいない存在です。彼女の代役はいないこと、そして、世界中のファンがこのニュースを聞いた時にあふれ出した愛情を、彼女が喜ぶであろうという事実に、私は慰めを見いだしているところなのです。」と『最後のジェダイ』の場面写真や2人の若かりし頃の写真と共にコメントした。
2018年8月1日よりイギリスのロンドンにあるパインウッド・スタジオにて撮影を開始したとエイブラムス監督とジョン・ボイエガが自身のTwitterで発表した。これを受けて、チューバッカ役のヨーナス・スオタモが「フォースとともにあらんことを (May The Force Be With You) #IX」と反応し、メッセージを贈られた『最後のジェダイ』のライアン・ジョンソン監督は、ハリソン・フォード演じるハン・ソロの画像でエイブラムス監督にエールを送った。
2018年8月24日にはドミニク・モナハンの出演が報じられ、2018年8月28日にはマット・スミスの出演の噂が報じられた。
2019年2月15日には撮影が終了したことを、エイブラムス監督がTwitterで報告し、2019年4月13日には、シカゴで開催されたイベント「スター・ウォーズ・セレブレーション」にて予告編が初公開されるとともに、副題が「THE RISE OF SKYWALKER」に決まったことが発表された他、ナオミ・アッキーの演じるキャラクターがジャナであることが明かされた。また、『エンパイア』の記者ジェームズ・ダイアーは、シーヴ・パルパティーンの帰還をエイブラムスに確認したとTwitterで発信した。
2019年5月22日には、ケリー・ラッセルの演じる新キャラクターの名がゾリ・ブリス (Zorri Bliss) という仮面の悪党になることとリチャード・E・グラントがファースト・オーダーの将軍プライド (Pryde) を演じることが『ヴァニティ・フェア』によって報じられた。
2019年6月24日には邦題が『スカイウォーカーの夜明け』に決定したことが発表された。
2019年10月2日には、本作に登場する新キャラクター、バブ・フリック (Babu Frik) のビジュアルが『スター・ウォーズ』米公式Instagramで公開され、10月14日には現代アーティストの村上隆が本作にカメオ出演していることが明らかになった。
2019年11月22日から11月24日まで幕張メッセで開催された「東京コミコン2019」でポスター付き前売り券が発売され、アメリカではオンラインチケット販売のAtom Ticketsで、販売開始から1時間でのセールスが『アベンジャーズ/エンドゲーム』の持っていた記録を破って1位になり、発売開始から24時間のセールスでも第3位の『最後のジェダイ』を超えて歴代1位の『アベンジャーズ/エンドゲーム』に続く第2位を獲得した。

## プロモーション
2019年2月3日、北海道札幌市の第70回さっぽろ雪まつり・大通会場のUHBファミリーランドにて開催された「第70回さっぽろ雪まつりオープニングセレモニー」にて、本作の日本での公開日がアメリカと同じ2019年12月20日に決定したことが発表された。
2019年5月4日には東京の六本木ヒルズアリーナにて行われた「スター・ウォーズの日」のイベントで本作の公開に向けたカウントダウンがスタートし、イベントに出席したm-floの☆Taku Takahashiは「（邦題で）ライズ (RISE) がどう訳されるのか妄想をかき立てられますね」とコメントした。また、『スター・ウォーズ』シリーズ研究の第一人者であり、字幕監修も手掛けた河原一久はシネマトゥデイのインタビューに対し、邦題が『スター・ウォーズ エピソード9/スカイウォーカーの復活（もしくは再生）』となることを予想した。
2019年8月24日には、アナハイムで開催中の「D23 Expo 2019」内で新映像とティザービジュアルが公開され、8月27日にはYouTubeでも公開された。さらに9月20日には、「――すべて、終わらせる。」というコピーが入った日本版のポスターが公開された。
2019年10月22日には、最終版予告編と新たなポスタービジュアルが公開され、予告編にはスターウォーズシリーズ恒例の「フォースと共にあれ (May the Force be with you. Always.)」というセリフが存在する。
2019年11月4日には、本作の公開を記念して市川海老蔵が主演を務める歌舞伎作品「スター・ウォーズ歌舞伎」が開催されることが、2019年11月20日には海老蔵の息子である堀越勸玄の出演が発表され、2019年11月28日に「スター・ウォーズ歌舞伎 煉之介光刃三本」の題で上演された。
2019年11月12日には、奈良県奈良市の世界遺産「東大寺大仏殿」で本作の公開記念と成功祈願を兼ねた「スター・ウォーズ音楽奉納」が開催された。
2019年11月29日には、キャラクターポスター13種類と最新映像が公開された。
2019年12月17日には日本語吹き替え版の声優11人が発表され、ランド・カルリジアン役を『ジェダイの帰還』のソフト版以来、約20年ぶりに若本規夫が担当する他、本作から新たに登場するゾーリ役を甲斐田裕子、プライド元帥役を金子由之が演じ、シスの暗黒卿パルパティーン役を青森伸が担当することが明らかになった。
公開日の当日である2019年12月20日には、シリーズ42年の歴史を振り返る特別映像が公開された。
2020年1月16日には、TOHOシネマズ六本木ヒルズで応援上映が行われ、カイロ・レンの吹き替えを務める津田健次郎に加え、シリーズファンの及川光博と武田真治が登壇した。
2020年1月27日にNHK総合で放送されたドキュメンタリー番組『逆転人生』では、本作のCG制作に関わった日本人アーティスト・成田昌隆が出演し、本作を含めたスター・ウォーズシリーズの映像が放映された。
2020年2月12日には、同年3月4日に京都市中京区の映画館「MOVIX京都」にてドルビーシネマで上映されることが発表された。
2020年2月14日には、日本での本作の上映が同年3月5日をもって全スクリーンで終了することが発表されると共に、先人のジェダイの吹き替え声優が発表された。
日本での上映が終了した2020年3月6日には、本編に加えて2時間45分を超えるボーナスコンテンツを収録したMovieNEXが、同年4月29日に発売されることが発表された。
2020年4月8日には、本編冒頭から8分を超えるプレビュー映像が解禁された。

## 評価

### 興行成績

#### アメリカ
本国アメリカでは、2019年12月20日から12月22日までの3日間で興行収入1億7,738万3,864ドル（約195億円）をあげ全米ボックスオフィスランキングで初登場1位に輝いた。
公開3週目の全米ボックスオフィスランキングでは3,452万4,815ドル（約38億円）で首位を守ってV3を果たし、公開から17日間の累計は北米だけで4億5,158万2,256ドル（約497億円）に到達、北米以外でも約4億6,700万ドルの興収を上げ、全世界興収を9億1,874万3,060ドル（約1,011億円）とした。
公開4週目の全米ボックスオフィスランキングでは約1,520万ドルで『1917 命をかけた伝令』に首位を明け渡し2位へランクダウンしたものの、公開からの累計は4億7,829万7,724ドル（約526億円）、世界興収は9億8,996万8,274ドル（約1,089億円）となった。
公開5週目の全米ボックスオフィスランキングでは興行収入は不明だが5位へランクダウンし、公開6週目の全米ボックスオフィスランキングでも興行収入は不明だが7位へランクダウンしている。
公開7週目の全米ボックスオフィスランキングでは興行収入は不明だが7位をキープし、公開8週目の全米ボックスオフィスランキングでは興行収入は不明だが9位へランクダウンしている。

#### 日本
日本では、公開初週の土日2日間にあたる2019年12月21日と翌22日で観客動員数67万1,000人、興行収入10億3,700万円をあげ、興行通信社による全国映画動員ランキングで初登場1位を獲得し、公開初日から3日間の累計では観客動員数101万8,851人、興行収入15億7,046万円をあげた。また、22日までの4DX版の累計興行収入は、2019年の4DXオープニング実績の最高記録で、日本歴代では4番目の好成績となる1億1,200万円を突破した。
公開2週目の土日2日間にあたる2019年12月28日と翌29日で観客動員数42万8,000人、興行収入6億6,700万円をあげ、興行通信社による全国映画動員ランキングで2週連続1位を獲得し、公開初日からの累計では観客動員数211万人、興行収入32億円を突破した。
公開3週目の土日2日間にあたる2020年1月4日と翌5日で観客動員数31万9,000人、興行収入4億8,900万円をあげたものの、興行通信社による全国映画動員ランキングでは『アナと雪の女王2』に1位を明け渡し2位となったほか、公開初日からの累計では観客動員数347万9,408人、興行収入52億4,227万円を記録した。
公開4週目の土日2日間にあたる2020年1月11日と翌12日で観客動員数22万1,000人、興行収入3億3,100万円をあげたものの、興行通信社による全国映画動員ランキングでは順位をさらに1つ落として3位となったほか、1月13日までの累計で観客動員数407万1,449人、興行収入61億671万円を記録し、1月15日までの累計では観客動員数410万人、興行収入62億円を突破した。
公開5週目の土日2日間にあたる2020年1月18日と翌19日で観客動員数11万6,000人、興行収入1億8,000万円をあげ、興行通信社による全国映画動員ランキングでは3位をキープしたほか、公開初日からの累計で観客動員数431万人、興行収入64億円を突破した。
公開6週目の土日2日間にあたる2020年1月25日と翌26日での観客動員数や興行収入は不明だが、興行通信社による全国映画動員ランキングでは5位にランクダウンしたほか、1月27日までの累計で観客動員数452万3,176人、興行収入67億7,966万円を記録した。
公開7週目の土日2日間にあたる2020年2月1日と翌2日での観客動員数や興行収入は不明だが、興行通信社による全国映画動員ランキングでは7位にランクダウンしたほか、公開初日からの累計で観客動員数463万人、興行収入69億円を突破した。
公開8週目の土日2日間にあたる2020年2月8日と翌9日での観客動員数や興行収入は不明だが、興行通信社による全国映画動員ランキングでは9位にランクダウンしたほか、公開初日からの累計で興行収入70億6,000万円を記録し、2月13日までの累計で観客動員数475万人、興行収入71億円を突破した。
最終的な累計観客動員数は484万人、累計興行収入は73.2億円を記録した。
また、本作のDVDとBDはDVDが初週1.3万枚、BDが初週9.9万枚を売り上げ、5月5日発表の「オリコン週間DVDランキング」と「オリコン週間Blu-ray Discランキング」で共に初登場1位を獲得し、BDについては翌週も週間1.4万枚を売り上げ、5月14日発表の「オリコン週間Blu-ray Discランキング」で2週連続1位を獲得した。

#### 中国
中国では上映初日に1160万元（160万米ドル）しか稼げず、トップ3の映画に大きく引き離されての第4位となり、2020年1月26日時点で1億4,300万元（22億3,000万円）の興行収入を挙げている。

### 批評
映画評論サイト「Rotten Tomatoes」によれば、2019年12月27日時点において観客支持は86％を得ているが、批評家約150人が下した肯定的な評価の割合は56 - 58%で、シリーズでは『スター・ウォーズ エピソード1/ファントム・メナス』に次いで2番目に評価の低い映画となった。批評家の間では賛否が分かれる作品となったが、絶賛派・批判派ともに本作の特徴としてジョージ・ルーカスのオリジナル作の要素を引き継いでいて、「旧三部作」から登場している人気キャラクターが活躍していることを挙げるが、これを良いリスペクトと見るか、ノスタルジーに寄りすぎていると見るかで、評価が真逆になったようである。The Hollywood Reporterのトッド・マッカーシーは「ルーカスの宇宙神話の核にある物語を、次の世代に受け渡す作品」と称える。BBCのニコラス・バーバーは「ルーカスのイマジネーションをもう一度新たにリスペクトさせてくれる」と称賛する一方「この映画は才能ある人々によって愛情を込めて作られているが、彼らにできたのは、ルーカスが数十年前に描いたものを称賛することだけだった」と論じた。
賛辞と批判を比較すると批判意見の方がインパクトのある言葉を使う傾向が見受けられ、EW.comのダレン・フラニックは「ノスタルジック・フェスティバル」と本作を表現しつつ「映画のフォース・ゴースト版」「最終作でも続編でもリブート作でもリミックスでもなく、ゾンビだ」と強い表現で酷評し、AP通信のジャック・コイルは「これまでの作品の焼き直しに過ぎず、ファンにおもねった」映画だと断じた。結果として酷評の方が印象に残る形となっていると指摘される。

### 受賞
本作は第92回アカデミー賞で「音響編集賞」「視覚効果賞」「作曲賞」の3部門にノミネートされた。
第44回日本アカデミー賞では優秀外国作品賞を受賞した

## 不祥事
製作時、出演者のジョン・ボイエガが脚本をベッドの下に放置していたのを清掃員が見つけ、インターネットのオークションサイト「eBay」に65ポンド（約9000〜9400円）で出品されたが、脚本が売却される前にオークションが取り下げられる、という騒動が起きたことが、アメリカABCのテレビ番組『グッド・モーニング・アメリカ』に出演した監督のJ・J・エイブラムスと脚本を流出させたボイエガ本人によって明かされた。
本編には光過敏性発作やてんかんの症状を引き起こす場面や光点滅が含まれているとてんかん財団から指摘を受けており、ディズニーは映画館に対し、このリスクについて観客に注意喚起するよう促した。